# Fönsterkarm

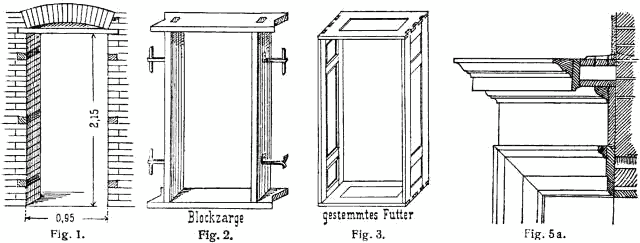
Fönsterkarm

Fönsterkarm heter den fasta delen av ett fönster som monteras i en vägg eller annan byggnadsdel. För fasta fönster monteras glaset direkt i karmen. För öppningsbara fönster monteras en fönsterbåge i karmen, i vilken sedan fönsterglaset är monterat.
Fönsterkarmar är normalt tillverkade av trä, plast, stål eller aluminium.